# Jürgen Renfordt/Diskografie
Diese Diskografie ist eine Übersicht über die musikalischen Werke des deutschen Musikers Jürgen Renfordt.

## Alben

### Studioalben
| Jahr | Titel                       | Anmerkungen                                      |
| ---- | --------------------------- | ------------------------------------------------ |
| 1980 | Back On My Hill             | mit der Gruppe Faithful Breath, Sky Records      |
| 1989 | Herzgefühle                 | Erstveröffentlichung: 18. April 1989 bei Titan   |
| 1990 | Versuchs mal mit Liebe      | Erstveröffentlichung: 1990 bei Carat             |
| 1993 | Lust auf Gefühl             | Erstveröffentlichung: 1993 bei Carat             |
| 1995 | Für immer                   | Erstveröffentlichung: 1995 bei Carat             |
| 1996 | Regenbogenland              | Erstveröffentlichung: 1. Dezember 1996 bei Titan |
| 2002 | Wer lieben will muss fühlen | Erstveröffentlichung: 14. Januar 2002 bei SEM    |
| 2004 | Im Namen der Liebe          | Erstveröffentlichung: 26. Januar 2004 bei SEM    |
| 2007 | Renfordt                    | Erstveröffentlichung: 15. Juni 2007 bei SEM      |

### Kompilationen
| Jahr | Titel               | Anmerkungen                                           |
| ---- | ------------------- | ----------------------------------------------------- |
| 2012 | Tanz auf dem Vulkan | Erstveröffentlichung: 23. Oktober 2012 bei AZ-Records |

## Singles
| Jahr | Titel Lieder | Anmerkungen                                                |
| ---- | --- | ---------------------------------------------------------- |
| 1978 | Einer zuviel Du bist mein Freund | Erstveröffentlichung: 1978 bei EMI                         |
| 1981 | Die Mörderbiene (Faithful Breath) Keep Me Away                                                                                                 | Erstveröffentlichung: 1981 bei Sky                         |
| 1981 | Barfuß durch ein Feuer Das Tagebuch | Erstveröffentlichung: 1981 bei EMI                         |
| 1981 | Zwei Frauen zu lieben Kein Eisen, kein Funke, kein Feuer                                                                                       | Erstveröffentlichung: 1981 bei EMI                         |
| 1981 | Wer liebt dich halb so wie ich Kein Eisen, kein Funke, kein Feuer                                                                              | Erstveröffentlichung: 1981 bei EMI                         |
| 1982 | Ich bin bei dir Wieder zurück | Erstveröffentlichung: 1982 bei EMI                         |
| 1983 | No Amigo no Du, ich lieb’ dich immer noch | Erstveröffentlichung: 1983 bei EMI                         |
| 1984 | Tanz auf dem Vulkan Einsam gemeinsam | Erstveröffentlichung: 1984 bei EMI                         |
| 1984 | Kein Wort zuviel Das schwerste Wort der Liebe                                                                                                  | Erstveröffentlichung: 1984 bei EMI Duett mit Denise        |
| 1985 | Am Anfang der Zeit Sag mir warum | Erstveröffentlichung: 1985 bei Teldec                      |
| 1985 | SOS im weiten Meer SOS im weiten Meer (Instrumental)                                                                                           | Erstveröffentlichung: 1985 bei Teldec                      |
| 1986 | Wenn die Nacht nicht wär Verlorene Gefühle | Erstveröffentlichung: 1986 bei Teldec                      |
| 1987 | Ich spür Einer zuviel | Erstveröffentlichung: 1987 bei Titan                       |
| 1988 | Zu verkaufen: Ein schneeweißes Brautkleid 7": Verlang ich zuviel CDM (1993): Du hast ihre Augen / Etwas Zeit für Zärtlichkeit                  | Erstveröffentlichung: 1988 bei Titan                       |
| 1989 | Du hast ihre Augen Etwas Zeit für Zärtlichkeit                                                                                                 | Erstveröffentlichung: 1989 bei Titan                       |
| 1989 | Ich kann dich einfach nicht vergessen Bleib heut’ Nacht bei mir                                                                                | Erstveröffentlichung: 1989 bei Carat                       |
| 1991 | Es wird alles wieder gut 7": Seit es dich gibt CDM: Seit es dich gibt / Für immer und ewig / Er verdient dich                                  | Erstveröffentlichung: 1991 bei Carat                       |
| 1991 | Für immer und ewig Er verdient dich | Erstveröffentlichung: 1991 bei Carat                       |
| 1992 | Die Rose der himmlischen Frau 7": Ich schenk’ dir ein Lied Ich schenk’ dir ein Lied / Nimm den nächsten Zug nach Haus                          | Erstveröffentlichung: 1992 bei Carat                       |
| 1992 | Laß deine Augen auf Versuchs mal mit Liebe | Erstveröffentlichung: 1992 bei Carat                       |
| 1993 | Wer hat Johnny Marks gesehen Auf den Flügeln der Nacht / Wer hat Johnny Marks gesehen (Maxiversion)                                            | Erstveröffentlichung: 1993 bei Carat                       |
| 1994 | Alles was du willst | Erstveröffentlichung: 1994 bei Carat                       |
| 1994 | Für immer Spiel noch einmal für mich / Für immer (Instrumental)                                                                                | Erstveröffentlichung: 1994 bei Carat                       |
| 1995 | Und dann geht das Licht aus Und dann geht das Licht aus (Maxi-Version) / Du bist die Königin der Nacht                                         | Erstveröffentlichung: 1995 bei Carat                       |
| 1996 | Regenbogenland Nur ein paar Jahre | Erstveröffentlichung: 1996 bei Carat                       |
| 1996 | Und ein Blitz verbrennt den Himmel Nur die Liebe zählt                                                                                         | Erstveröffentlichung: 1996 bei Carat                       |
| 1997 | Du allein kannst fliegen Danke | Erstveröffentlichung: 1997 bei Titan                       |
| 1998 | Oh Susanna Danke | Erstveröffentlichung: 1998 bei Titan                       |
| 1999 | Spinnst du jetzt total Mach’s kurz | Erstveröffentlichung: 20. September 1999 bei Kel Life      |
| 2001 | Hallo, ich liebe Dich Hallo, ich liebe Dich (Foxversion) / Hallo, ich liebe Dich (Karaokeversion) / Du hast ihre Augen                         | Erstveröffentlichung: 26. März 2001 bei SEM                |
| 2001 | Sie ist wieder da (Radio Version) Sie ist wieder da / Unser Traum / Sie ist wieder da (Instrumental)                                           | Erstveröffentlichung: 6. August 2001 bei SEM               |
| 2002 | Es war ja nur eine Liebe (Radio Version) Ce soir / Wenn ich heut’ noch gehen müßte / Es war ja nur eine Liebe (Instrumental)                   | Erstveröffentlichung: 11. März 2002 bei SEM                |
| 2002 | Mit ganzem Herzen (Radio Version) Mit ganzem Herzen / Genauso wie im Film / Wunde Herzen                                                       | Erstveröffentlichung: 15. Oktober 2002 bei SEM             |
| 2003 | Du hast den Sommer in den Augen Schlaflose Nächte                                                                                              | Erstveröffentlichung: 7. April 2003 bei SEM                |
| 2003 | Wer lacht jetzt mit Dir | Erstveröffentlichung: September 2003 bei SEM               |
| 2004 | Sie ist wie der April | Erstveröffentlichung: Februar 2004 bei SEM                 |
| 2004 | Sonntagmorgen | Erstveröffentlichung: 19. Juli 2004 bei SEM                |
| 2004 | Im Namen der Liebe | Erstveröffentlichung: 2004 bei SEM                         |
| 2005 | Wenn du nicht wärst | Erstveröffentlichung: 2. Mai 2005 bei SEM                  |
| 2005 | Ab heute wird wieder gelacht Wenn du nicht wärst / Sonntagmorgen / Lieb ich dich vielleicht zu sehr / Ich hab dir nie erzählt von meiner Liebe | Erstveröffentlichung: 23. September 2005 bei SEM           |
| 2007 | Herz kaputt | Erstveröffentlichung: 2007 bei SEM                         |
| 2007 | Made in Germany | Erstveröffentlichung: 2007 bei SEM                         |
| 2007 | Wenn ich du wär’ | Erstveröffentlichung: 2007 bei SEM                         |
| 2007 | Ich bin da | Erstveröffentlichung: 2007 bei SEM                         |
| 2007 | Das Girl in Dur | Erstveröffentlichung: 2007 bei SEM                         |
| 2008 | Schlaflose Nächte | Erstveröffentlichung: Januar 2008 bei SEM                  |
| 2008 | Sommerträumer | Erstveröffentlichung: 2008 bei SEM                         |
| 2009 | Im Augenblick der Sehnsucht | Erstveröffentlichung: Februar 2009 bei SEM                 |
| 2009 | Hast Du heute schon gelächelt | Erstveröffentlichung: Mai 2009 bei SEM                     |
| 2009 | Nimm mich mit in deinen Traum | Erstveröffentlichung: 2009 bei SEM                         |
| 2010 | Der weiße Hai zeigt seine Zähne Der weiße Hai zeigt seine Zähne (Discomix)                                                                     | Erstveröffentlichung: Mai 2010 bei SEM                     |
| 2010 | Steh wieder auf | Erstveröffentlichung: August 2010 bei SEM                  |
| 2011 | Wo immer ich bin (Radiomix) Wo immer ich bin (Foxmix) / Wo immer ich bin (Discomix)                                                            | Erstveröffentlichung: Februar 2011 bei SEM                 |
| 2011 | Sommerblau | Erstveröffentlichung: Juli 2011 bei SEM                    |
| 2012 | Lass sie doch reden | Erstveröffentlichung: Februar 2012 bei SEM                 |
| 2012 | Frag nicht nach mir | Erstveröffentlichung: Dezember 2012 bei SEM                |
| 2013 | Du hast ihre Augen | Erstveröffentlichung: 25. Januar 2013 bei Scare mit TC One |
| 2013 | Einfach leben | Erstveröffentlichung: 19. August 2013 bei SEM              |